# Sajur (fiume)
Il Sajur (in arabo, نهر الساجور, Nahr as-Sājūr [næhr æs sæːˈd͡ʒuːr]; in turco, Sacır Suyu) è un fiume lungo 108 chilometri. Sorge in Turchia. È l'unico afflutente di destra dell'Eufrate, che incontra in Siria.
Il bacino del Sajur fu oggetto di insediamento umano fin dal tardo Paleolitico.